# Lajisch

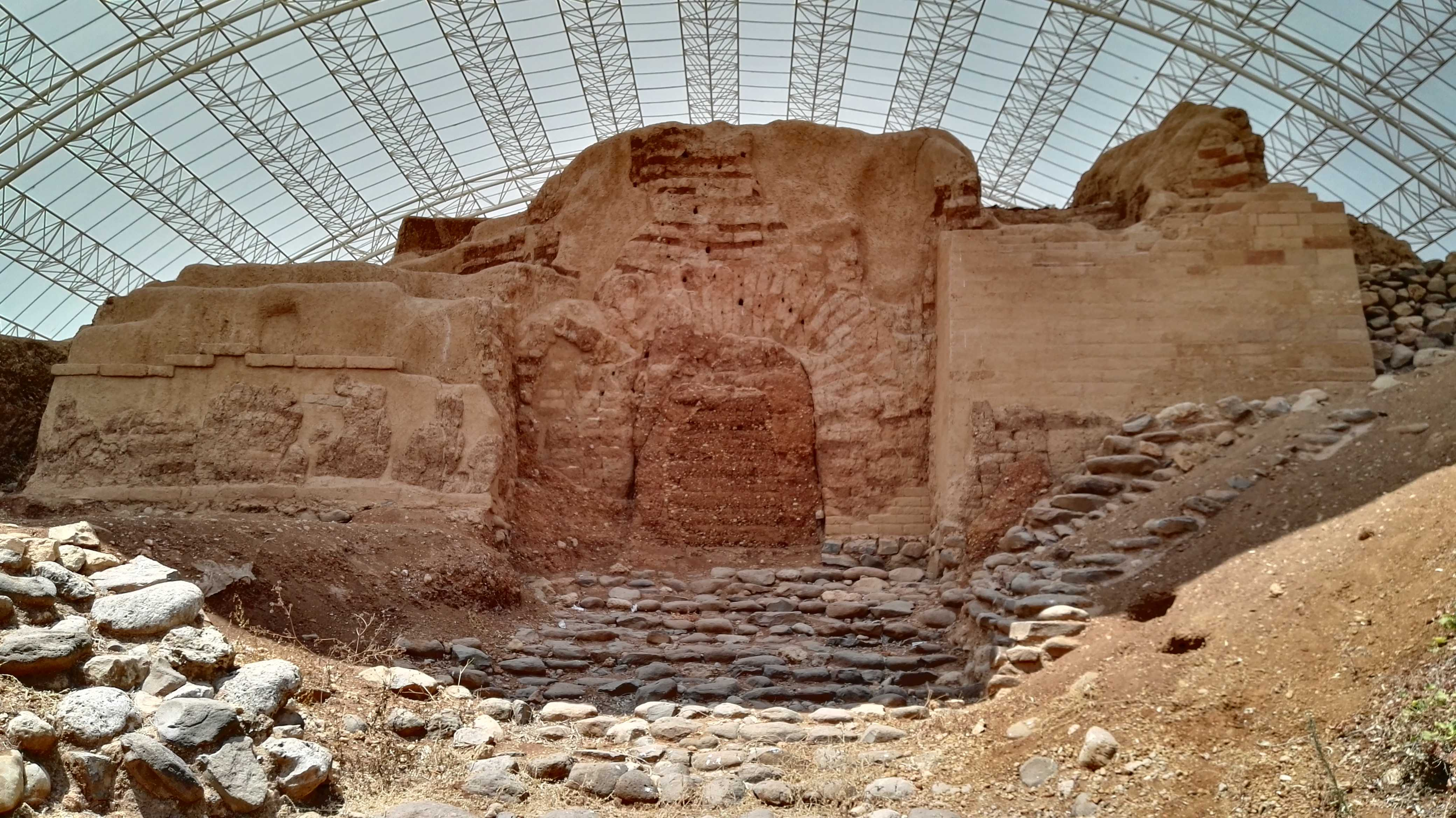
Mittelbronzezeitliches Stadttor von Tell el-Qāḍī (Tel-Dan-Nationalpark)

Lajisch hebräisch לַיִשׁ lajiš ist eine biblische Ortsangabe. Lajisch wird im Buch der Richter als alter Name des eisenzeitlichen Ortes Dan bezeichnet. Nach außerbiblischen Quellen war Lajisch in der Mittelbronzezeit der Name der archäologischen Stätte Tell el-Qāḍī.

## Name
Lajisch bedeutet „Löwe“. Ortsnamen, die von einem Tiernamen abgeleitet sind, kamen in Palästina öfter vor.

## Lajisch in außerbiblischen Quellen

### Ächtungstexte
In dieser Textgruppe werden einige palästinensische Ortsnamen im 19. / 18. Jahrhundert v. Chr. erstmals genannt. Die Ächtungstexte „waren dazu bestimmt, auf magische Weise reale oder auch potentielle Gefahren gegen das pharaonische Konzept von kosmischer Harmonie zu bannen.“
Das Formular der Berliner Texte lautet folgendermaßen:
„[…] Der Herrscher von [Ortsname]: [Personenname] und alle Geschlagenen, die bei ihm sind, alle Asiaten von [Ortsname], ihre Starken, ihre Läufer, ihre Verbände, ihre Verbündeten, die rebellieren, konspirieren, kämpfen werden, die zu kämpfen und zu rebellieren planen, in diesem ganzen Land […]“
Auf einer dieser Scherben begegnet der Ortsname 3w-ś-ï, der bei Thutmosis III. die Form Rɔ-w-ï-ś3 hat und neben Hazor genannt wird. Die Identifikation mit Lajisch gilt als sicher, da der altägyptische Laut 3 semitischem l oder r entspricht. Dabei dürfte es sich um die archäologische Stätte Tell el-Qāḍī handeln, heute im Nationalpark Tel Dan im Norden des Staates Israel.

### Brief aus Mari
Ein in akkadischer Sprache im 18. Jahrhundert v. Chr. verfasster Brief enthält die Angabe, dass König Zimri-Līm von Mari unter anderem an die Städte Muzunnim und Layašum Zinn lieferte. Diese beiden Orte sind in Nordwestsyrien zwischen Aleppo und Ugarit zu suchen. Layašum ist nicht, wie die ältere Forschung es tat, mit Tell el-Qāḍī gleichzusetzen.

## Tell el-Qāḍīin der Mittelbronzezeit
In der Mittelbronzezeit IIA (2000–1850 v. Chr.) wurde der Tell wieder intensiver besiedelt und in der Mittelbronzezeit IIB (1850–1700 v. Chr.) stark befestigt. Ein Erdwall, der im Kern aus einer Steinaufschüttung bestand, umgab die Siedlung. Aus der gleichen Zeit, Mitte des 18. Jahrhunderts v. Chr., stammt die mächtige Toranlage aus Lehmziegeln (Breite: 15,45 m, Tiefe: 13,5 m, Höhe: noch 7 m). Der Eingangsbogen ist 3,1 m hoch. Von innen und von außen führen Treppenstufen zum Stadttor hinab. Dieses Tor war nur kurze Zeit in Gebrauch und wurde dann absichtlich aufgefüllt, um seinen Einsturz zu verhindern: daher der ausgezeichnete Erhaltungszustand.
Die Zahl der Einwohner lässt sich aufgrund der Größe des umwallten Areals auf etwa 3500 Menschen schätzen. Im Zusammenhang der Kämpfe zwischen Pharao Ahmose und den Hyksos wurde Lajisch in der Mittelbronzezeit IIC zerstört.

## Lajisch im Buch der Richter
In Ri 18 wird erzählt, wie die Daniten, einer der zwölf Stämme Israels, auf der Suche nach einem Siedlungsgebiet die Stadt Lajisch, die im Gebiet von Sidon liegt, überfallen, zerstören und an dieser Stelle eine eigene Stadt gründen, die sie Dan nennen.
Die Grunderzählung Ri 17–18 ist eine negative Ätiologie des Kultes in der Stadt Dan: Das Kultbild dort sei zwielichtiger Herkunft und werde von einem gleichfalls zwielichtigen Leviten betreut. Auch die Daniten erscheinen in einem schlechten Licht. Die Art, wie sie die Stadt Lajisch in ihre Gewalt bringen, ist das Gegenteil einer richtigen Kundschafter- und Landnahmeerzählung (vgl. im Josuabuch Kapitel 2), mit der Besitzansprüche legitimiert und von JHWH hergeleitet werden. Es handelt sich hier also keineswegs um einen uralten Stoff aus vorstaatlicher Zeit, sondern um Literatur der exilisch-frühnachexilischen Zeit, was auch durch sprachliche Beobachtungen bestätigt wird. „Ihr Spott, ihre Ironie und ihre Polemik sind überhaupt erst in einer bestimmten literarhistorischen Phase möglich und verständlich.“
Der Vers Ri 18,7 enthält eine Beschreibung von Lajisch, wobei der Text allerdings schwierig ist:
| Hebräischer Text (Biblica Hebraica Stuttgartensia) | Übersetzung Zürcher Bibel | Septuaginta (ed. Rahlfs/Hanhart) | Übersetzung Septuaginta deutsch |
| --- | --- | --- | --- |
| וַיֵּלְכוּ֙ חֲמֵ֣שֶׁת הָאֲנָשִׁ֔ים וַיָּבֹ֖אוּ לָ֑יְשָׁה וַיִּרְא֣וּ אֶת־הָעָ֣ם אֲשֶׁר־בְּקִרְבָּ֣הּ יֹושֶֽׁבֶת־לָ֠בֶטַח כְּמִשְׁפַּ֨ט צִדֹנִ֜ים שֹׁקֵ֣ט׀ וּבֹטֵ֗חַ וְאֵין־מַכְלִ֨ים דָּבָ֤ר בָּאָ֨רֶץ֙ יֹורֵ֣שׁ עֶ֔צֶר וּרְחֹקִ֥ים הֵ֨מָּה֙ מִצִּ֣דֹנִ֔ים וְדָבָ֥ר אֵין־לָהֶ֖ם עִם־אָדָֽם׃ | Und die fünf Männer gingen und kamen nach Lajisch, und sie sahen das Volk, das darin sicher wohnte nach Art der Sidonier, ruhig und sorglos, und es gab niemanden, der einem etwas zu Leide tat im Land, der etwas unrechtmässig besass, und sie waren weit weg von den Sidoniern und hatten mit keinem Menschen zu tun. | καὶ ἐπορεύθησαν οἱ πέντε ἄνδρες καὶ παρεγένοντο εἰς Λαισα· καὶ εἶδον τὸν λαὸν τὸν κατοικοῦντα ἐν αὐτῇ καθήμενον ἐν ἐλπίδι κατὰ τὴν σύγκρισιν τῶν Σιδωνίων, ἡσυχάζοντας ἐν ἐλπίδι καὶ μὴ δυναμένους λαλῆσαι ῥῆμα, ὅτι μακράν εἰσιν ἀπὸ Σιδῶνος, καὶ λόγος οὐκ ἦν αὐτοῖς μετὰ Συρίας. | Die fünf Männer brachen auf und kamen nach Laisa. Und sie sahen das Volk, das in der (Stadt) wohnte. Es hielt sich da vertrauensvoll auf nach der Art der Sidonier, sie hielten vertrauensvoll Ruhe und konnten kein Wort (mit irgendjemandem) sprechen, denn sie waren weit entfernt von Sidon und hatten keinen Kontakt mit Syrien. |

Die Bewohner von Lajisch werden in diesem Text als völlig harmlos dargestellt. Die Stadt ist somit eine leichte Beute, und die Eroberung nach Meinung des Erzählers keine besondere Ruhmestat der Daniten. Der Erzähler präsentiert die Bewohner von Lajisch als Nicht-Israeliten, die aber weder eine Gefahr noch eine Versuchung darstellen. Ja noch mehr: die Bewohner von Lajisch leben „nach Art der Sidonier“ in Ruhe und Sicherheit, wie es Israel verheißen, (nach Darstellung des Richterbuchs) phasenweise realisiert und für die Zukunft erhofft wurde. „Die Bewohner von Lajisch entsprechen Israels Hoffnungen.“